# Фоміно (Ленінградська область)
Фоміно (рос. Фомино) — присілок у Лодєйнопольському районі Ленінградської області Російської Федерації.
Населення становить 10 осіб. Належить до муніципального утворення Доможировське сільське поселення.

## Історія
Згідно із законом від 20 вересня 2004 року № 63-оз належить до муніципального утворення Доможировське сільське поселення.

## Населення
| 1838 | 1862 | 1950 | 1958 | 1997 | 2007 | 2010 |
| ---- | ---- | ---- | ---- | ---- | ---- | ---- |
| 177  | ↗206 | ↘185 | ↘135 | ↘30  | ↘15  | ↗17  |
| 2014 |      |      |      |      |      |      |
| ↘10  |      |      |      |      |      |      |